# Dasypops schirchi
La Dasypops schirchi, Miranda-Ribeiro, 1924, è l'unica specie di rana appartenente al genere Dasypops della sottofamiglia Gastrophryninae della famiglia Microhylidae.

## Distribuzione e habitat
Questa specie è endemica del Brasile. Si trova nella pianura costiera degli stati di Bahia e di Espírito Santo. Vive fino a 60 metri sul livello del mare.